# Жезье-э-Фонтенле
Жезье́-э-Фонтенле́ (фр. Gézier-et-Fontenelay) — коммуна во Франции, находится в регионе Франш-Конте. Департамент — Верхняя Сона. Входит в состав кантона Жи. Округ коммуны — Везуль.
Код INSEE коммуны — 70268.

## География
Коммуна расположена приблизительно в 320 км к юго-востоку от Парижа, в 16 км северо-западнее Безансона, в 36 км к юго-западу от Везуля.
Около половины территории коммуны занимают леса.

## Население
Население коммуны на 2010 год составляло 181 человек.
| 1962 | 1968 | 1975 | 1982 | 1990 | 1999 | 2010 |
| ---- | ---- | ---- | ---- | ---- | ---- | ---- |
| 115  | 113  | 124  | 117  | 119  | 143  | 181  |

## Администрация
| Период | Период | Фамилия       | Партия | Примечания |
| ------ | ------ | ------------- | ------ | ---------- |
| ?      | 1971   | Ролан Гиарде  |        |            |
| 1971   | 1983   | Жерар Февр    |        |            |
| 1983   | 2014   | Анри де Рожье |        |            |

## Экономика
В 2010 году среди 125 человек трудоспособного возраста (15—64 лет) 91 были экономически активными, 34 — неактивными (показатель активности — 72,8 %, в 1999 году было 72,3 %). Из 91 активных жителей работали 86 человек (44 мужчины и 42 женщины), безработными было 5 (2 мужчин и 3 женщины). Среди 34 неактивных 12 человек были учениками или студентами, 16 — пенсионерами, 6 были неактивными по другим причинам.

## Достопримечательности
- Замок Жезье (XVII век). Исторический памятник с 1983 года[3]